# Bob Buczkowski
John Robert Buczkowski (Pittsburgh, 5 maggio 1964 – 23 maggio 2018) è stato un giocatore di football americano statunitense che ha militato nel ruolo di defensive end nella National Football League (NFL).

## Carriera
Al college Buczkowski giocò a football a Pittsburgh. Fu scelto dai Los Angeles Raiders nel corso del primo giro (ventiquattresimi assoluto) nel Draft NFL 1986. Dopo non essere sceso in campo nella prima stagione, nella successiva disputò due partite, mettendo a segno un sack. Nel 1989 passò ai Phoenix Cardinals e chiuse la carriera nel 1990 con i Cleveland Browns.